# مسجد مريم (شيكاغو)
مسجد مريم (المعبد رقم 2) في شيكاغو، إلينوي هو مقر حركة أمة الإسلام، يقع في حي ساوث شور. يقع المقر الرئيسي للويس فرخان في المبنى. كان المبنى في الأصل كنيسة القديسين قسطنطين وهيلين اليونانية الأرثوذكسية قبل أن ينتقل إلى ضاحية بالوس هيلز. اشترى إلايجا محمد المبنى في عام 1972م ثم أعاد لويس فرخان إعادة شراء المسجد بعد 16 سنة، في عام 1988م. سمي المسجد على اسم السيدة مريم والدة يسوع (مريم بالعربية). وقال فرخان إن الزعيم الليبي السابق معمر القذافي أقرض إلايجا محمد، سلفه كرئيس لحركة أمة الإسلام، 3 ملايين دولار لتحويل الكنيسة الأرثوذكسية اليونانية السابقة في شيكاغو إلى مسجد مريم.

## التصميم
قاعة الصلاة الرئيسية غير عادية بالنسبة للمسجد، حيث كانت في الأصل صحن الكنيسة الذي احتوى على مقاعد تم استبدالها لاحقًا، حيث عادة ما يكون للمساجد مساحة مفتوحة فقط لنشر سجاد الصلاة التي يُصلّى عليها.
كما حدد التصميم المعماري المميز لمسجد مريم الأهمية الروحية لهذا المكان. توجد في القبة عبارة مكتوبة باللغة العربية في أربعة اتجاهات «لا إله إلا الله». في وسط القبة مكتوب «الله أكبر». تحيط القبة في النص العربي السورة الرابعة والعشرون، الآيات 35-40 من القرآن الكريم بعنوان النور.[بحاجة لمصدر]
يعمل مسجد مريم كمقر ومركز وطني لحركة أمة الإسلام. بجوار المسجد تقع جامعة محمد الإسلامية، وهي معهد تعليمي للبنين والبنات من مرحلة ما قبل المدرسة حتى الصف الثاني عشر.

## روابط خارجية
- صفحة مسجد مريم في موقع حركة أمة الإسلام